# McLin-Gletscher
Der McLin-Gletscher ist ein Gletscher in den Bowers Mountains des ostantarktischen Viktorialands. Von der Nordseite des McKenzie-Nunatak fließt er zum Graveson-Gletscher. An der Westflanke stößt er mit dem Carryer-Gletscher zusammen und wird teilweise vom Edlin-Firnfeld gespeist. 
Teilnehmer einer von 1967 bis 1968 durchgeführten Kampagne im Rahmen der New Zealand Geological Survey Antarctic Expedition benannten ihn nach Lieutenant Commander Robert D. McLin von der United States Navy, Pilot einer Hercules LC-130 in Antarktika in dieser Zeit.